# Axel Journiaux
Axel Journiaux, né le 20 mai 1995 à Saint-Malo, est un coureur cycliste français des années 2010.

## Biographie

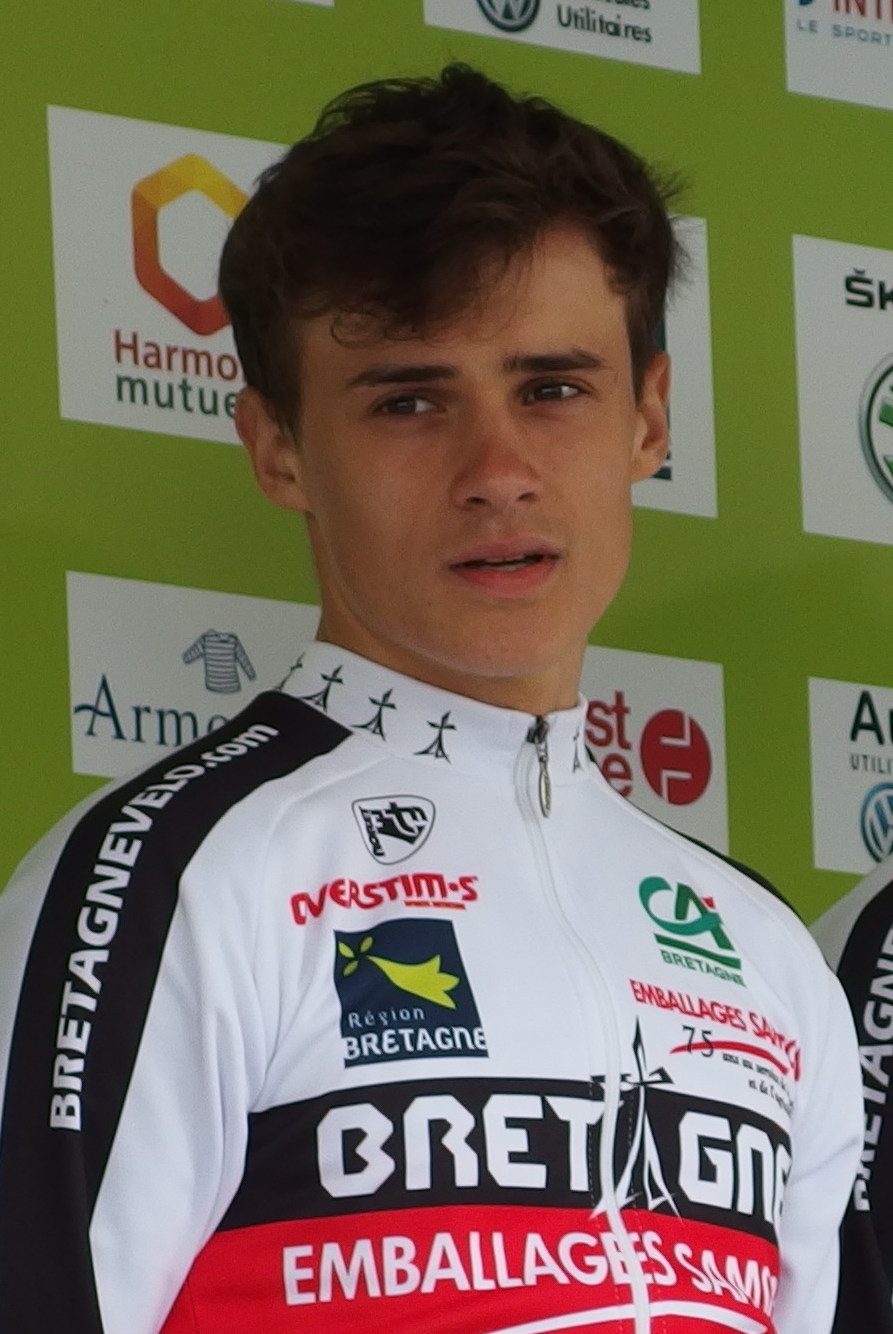
Axel Journiaux lors du Tour de Bretagne 2015

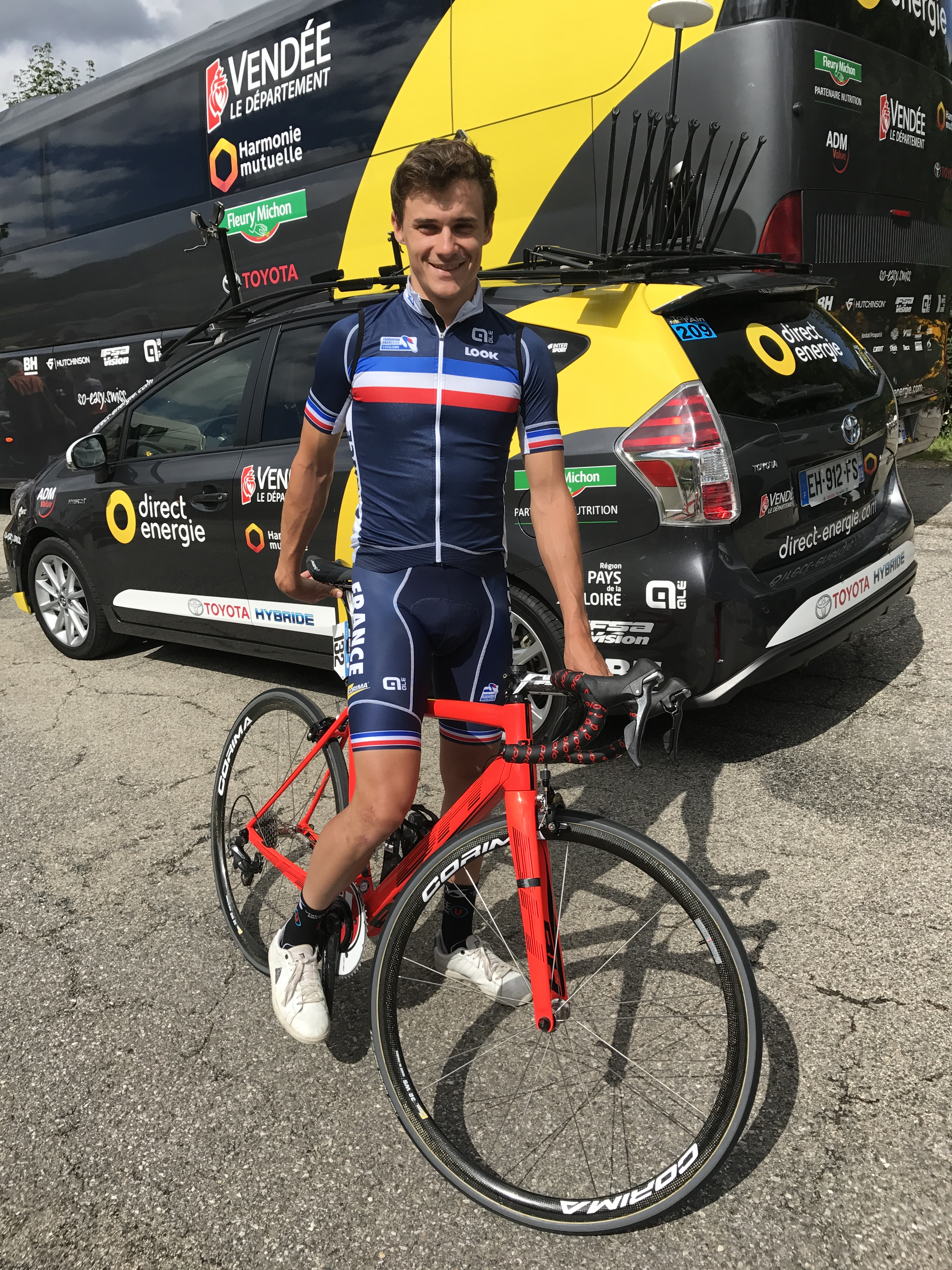
Axel Journiaux avant le départ de la quatrième étape du Tour de l'Ain 2017, sous les couleurs de l'équipe de France.

En août 2014, le coureur lancieutin est recruté par la formation Bretagne-Séché Environnement en tant que stagiaire.
Le 11 juillet 2017 est annoncé son passage chez les professionnels pour la saison 2018 au sein de l'équipe continentale professionnelle Direct Energie. Il y commence sa carrière sur le GP La Marseillaise (92e). Il connait ensuite une période plus difficile avec cinq abandons consécutifs sur le Tour de Murcie, la Clásica de Almería, la Drôme Classic, À travers la Flandre-Occidentale et Paris-Troyes avant de conclure la Handzame Classic à la 120e place. Sur les courses belges, on le retrouve notamment dans un rôle de coéquipier, devant épauler Adrien Petit et Alexandre Pichot dans leur placement.
Non conservé chez Total Direct Energie à l'issue de la saison 2019, il décide de mettre un terme à sa carrière, considérant que le monde professionnel du vélo n'était pas fait pour lui,.

## Palmarès
- 2013
  - Trophée Louison-Bobet
  - 2e du championnats de France sur route juniors
  - 3e de la Ronde du Printemps
- 2014
  - Tour des Mauges[6] : 
    - Classement général
    - 1re étape

  - Grand Prix d'Yquelon
  - 2e du championnat des Côtes-d'Armor
- 2015
  - Classement général du Tour du Pays de Lesneven
  - Prix Marcel Bergereau
  - 2e étape du Tour des Deux-Sèvres
  - 2e du Circuit du Mené
  - 3e des Trois Jours de Cherbourg
- 2016
  - Boucles Guégonnaises
  - Boucles de la Loire
  - Grand Prix de Plénée-Jugon
  - Souvenir Vincent-Moreau
  - Tour Cycliste Antenne Réunion :
    - Classement général
    - 6e étape

  - 3e du Circuit du Bocage vendéen
- 2017
  - 1re étape de la Course de la Paix espoirs
  - 3e étape de la SportBreizh
  - 2e du Grand Prix Gilbert-Bousquet

## Classements mondiaux
| Année           | 2015   | 2016   | 2017   |
| --------------- | ------ | ------ | ------ |
| UCI Europe Tour | 1 039e | 1 581e | 1 252e |
| UCI Africa Tour |        |        | 120e   |